# Roskilde Festival 1977
Roskilde Festivalen blev i 1977 afholdt fra den 1. juli til den 3. juli. Roskilde Festivalen får afslag af Roskilde Kommune på ansøgning om fast scene på Roskilde Dyrskueplads.

## Musikgrupper
- Alkatraz (UK)
- Andrew John & Lissa (UK/DK)
- Ange (FR)
- Paul Banks (US)
- Bifrost (DK)
- The Biggest Choir of The World (S)
- Birds of Beauty (DK)
- Blue Sun (DK)
- Buffalo (DK)
- Buki Yamaz (DK)
- Carácas (DK)
- The Chieftains (IRL)
- Choralerna (S)
- Culpepper (DK)
- Djurslandspillemændene (DK)
- Dr. Feelgood (UK)
- Egba (S)
- Entrance (DK)
- Folkedans (S)
- Gnags (DK)
- Heavy Joker (DK)
- Himmelekspressen (DK)
- Hos Anna (DK)
- Hot Lips (DK)
- Hvalsøspillemændene (DK)
- Ian Campbell Folk Group (UK)
- Ian Gillan Band (UK)
- Jack Bruce Band (UK)
- Jens Folkesanger (DK)
- Jens Sørensen (DK)
- The Jesus Revolution (DK)
- John Miles (UK)
- Jomfru Ane Band (DK)
- C. V. Jørgensen (DK)
- Krølle Erik (DK)
- Lasse & Mathilde (DK)
- Leonardo Pedersens Jazzkapel (DK)
- Lone Kellermann (DK)
- McEwans Export (DK)
- Nana Banana (DK)
- Pia Raug (DK)
- Roskilde Spillemandslaug (US)
- Skousen/Ingemann/Stig Møller Band (UK)
- Spillemændene (DK)
- Tania Maria (BRA)
- Tom Luke (DK)
- Troels Trier Band (DK)
- Vin Garbutt (UK)
- Mike Whellans (UK)
- Workshop Band (DK)